# Asociación Campesina de Ganaderos y Agricultores del Magdalena Medio
La Asociación Campesina de Ganaderos y Agricultores del Magdalena Medio (ACDEGAM) fue un grupo paramilitar colombiano, activo entre 1980 y 1990 aproximadamente.

## Historia
El 16 de enero de 1980, fue fundada en Puerto Boyacá (Boyacá) y reconocida durante el gobierno de Julio César Turbay, otorgándole personería jurídica. La asociación se creó para canalizar dinero proveniente de ganaderos, terratenientes, narcotraficantes, esmeralderos, empresarios y políticos. Actuó como brazo político del paramilitarismo en la lucha antisubversiva en la Región del Magdalena Medio contra las Fuerzas Armadas Revolucionarias de Colombia - Ejército del Pueblo (FARC-EP), el Ejército de Liberación Nacional (ELN), el Ejército Popular de Liberación (EPL), y el Movimiento 19 de abril (M-19), y contra las fuerzas políticas de izquierda como la Unión Patriótica, el Nuevo Liberalismo, con estrategias de adoctrinamiento anticomunista, obras de infraestructura y se extendería a otras regiones del país, llegando a contratar mercenarios israelíes como Yair Klein y británicos para entrenar paramilitares.
Entre 1982 y marzo de 1984, fue reconocida su creación por la misma asociación.
Miembros de la asociación, anunciaron en 1988 la creación del Movimiento de Restauración Nacional (Morena), como respuesta a la criminalización del paramilitarismo.
Este grupo llegó a asociarse con otros grupos paramilitares de la época como el Muerte a Secuestradores (MAS), Los Masetos y las autodefensas de los hermanos Castaño.

## Grupos posteriores
El grupo fue sucedido por las Autodefensas de Puerto Boyacá y las Autodefensas Campesinas del Magdalena Medio, que integrarían las Autodefensas Unidas de Colombia (AUC) entre 1997 y 2006.

## Miembros notables
- Pablo Emilio Guarín, político y paramilitar
- Iván Roberto Duque, alias ‘Ernesto Báez’ [18]
- Henry Pérez
- Gonzalo de Jesús Pérez
- Ariel Otero
- Luis Rubio, alcalde de Puerto Boyacá.
- Gonzalo Rodríguez Gacha, narcotraficante del Cartel de Medellín
- Víctor Carranza, esmeraldero[19]

## Crímenes
- Asesinatos
- Desaparición forzada
- Desplazamiento forzado

### Masacres
- Masacre de Vuelta Acuña (1984)
- Masacre de comerciantes de Santander (1987)
- Masacre de La Rochela (1989)